# GlobalPlatform
GlobalPlatform je nezávislá nezisková organizace, mající na starosti standardizaci infrastruktury pro vývoj, nasazení a správu čipových karet. Byla založena v roce 1999, aby převzala zodpovědnost nad specifikací Open Platform společnosti Visa Inc.
Na začátku roku 2010 měla 63 členů, v roce 2012 pak dosáhla 100 členů.
Činnost v GlobalPlatform je dělena mezi tři technické komise: Komise karet, Komise zařízení a Komise systémů.
Tyto tři komise postupují dle plánů vydaných vedoucím představenstvem. Formulují obchodní požadavky a vydávají příručky pro jednotlivé součásti rozličných průmyslových implementací a nasazení.
Členové GlobalPlatform odesílají své pracovní návrhy komisím ke zvážení.
Tyto pracovní návrhy mohou obsahovat nové standardy a specifikace, dodatky k již existujícím, a nebo požadavky o technické zdokumentování.
Členové Full a Participating mají možnost návrhy kontrolovat a následně se podílet na jejich zpracování díky svému členství v komisích.
Vydané specifikace jsou dostupné zdarma na stránkách GlobalPlatform.

## Struktura Organizace
Členové GlobalPlatform organizaci řídí prostřednictvím vedoucího představenstva (Board of Directors), poradenského koncilu (Advisory Council), tří technických komisí a dvou strategických pracovních skupin.
Každodenní činnost pak kontroluje výkonná rada, sestavená z výkonného ředitele, technického ředitele, operačního a marketingového sekretariátu.
Vedoucí představenstvo GlobalPlatform je složeno až z 11 řídících pracovníků členských organizací typu Full.
Představenstvo určuje strategický plán, dohlíží na celkový management GlobalPlatform, sestavuje agendu pro členské meetingy a kontroluje rovněž rozpočet organizace.
Má také právo pro finální přijetí či odmítnutí veškerých změn ve specifikacích a dokumentech vydaných organizací.
Výše zmíněné komise karet, zařízení a systémů definují obchodní a funkční požadavky ve vývoji technických specifikací GlobalPlatform.
Pro jednotlivé průmyslové implementace formulují strategické obchodní modely a vydávají příručky.
Poradenský koncil (Advisory Council) se schází minimálně dvakrát do roka, aby tak bylo všem členům organizace umožněno jednat přímo s vedoucím představenstvem, komisemi, technickým a výkonným ředitelem. Členové jsou vyzýváni ke sdílení odborných znalostí v oblasti průmyslových trendů, které mohou přispět k vývoji specifikací organizace.
V GlobalPlatform působí pracovní skupiny Government Task Force a Mobile Task Force. Zaměřují se na přímou vazbu mezi specifikacemi GlobalPlatform a konkrétními průmyslovými či aplikačními požadavky, jak ostatně vyžadují členové organizace.

## Členství
Členství v GlobalPlatform je otevřené pro všechny organizace zaměřující se na technologie čipových karet. Jedná se o prodejce hardwaru a čipů, asociace z oblasti plateb, integrátory, telekomunikační organizace a také mezinárodní vládní agentury.
Členství má pět možných úrovní (ponecháno v originálu): Full, Participating, Observer, Public Entity a Consultant, pokrývající rozdílné členské a finanční nároky.
Kompletní seznam aktuálních členů je k dispozici na webových stránkách GlobalPlatform.

## Specifikace GlobalPlatform
Poskytovatelé karet pracují v následujících čtyřech hlavních technologických oblastech (ponecháno v originálu):
- card stock
- smart card management system
- host system
- terminal network

Jejich struktury spolu s operacemi vzájemné spolupráce a zabezpečení jsou definovány ve specifikacích GlobalPlatform. Pro infrastrukturu používající čipové karty tak poskytují specifikaci kompletní.

### Specifikace "Card specification"
Dokument "GlobalPlatform Card Specification" obsahuje specifikaci bezpečné dynamické správy karet a aplikací. Definuje jednotlivé komponenty karet, sady příkazů, posloupnosti transakcí a rozhraní, které nejsou závislé na hardwaru, operačním systému, dodavateli ani na aplikacích.
Je použitelná na libovolný typ aplikace a průmysl, umožňuje je vzájemně i kombinovat na jediné kartě a to od jednoduchých samostatných aplikací až po složité víceprogramové struktury.
"Card Security Requirements Specification" poskytuje návod pro výběr nejvhodnější konfigurace čipové karty vzhledem k bezpečnostní politice zvolené poskytovatelem karty (Card Issuer) a poskytovatelem aplikace (Application Provider).
Také prodejci karet zde mají k dispozici instrukce pro implementaci bezpečnostních funkcí konzistentním způsobem.
Specifikace poskytuje rovněž návod pro kontrolu business rizik, možnosti bezpečnostních politik pro jejich minimalizaci, a odkazuje pak na odpovídající konkrétní konfiguraci karet pro dosažení těchto cílů.

### NFC
Většina bezpečnostních elementů ("security element" v originále) použitých v Near Field Communication je založena na specifikacích GlobalPlatform.

### STIP
Cílem specifikace STIP je poskytnout základ pro programování zařízení určených k přijímání karet.
STIP k programování poskytuje otevřený framework s rozdílnými profily, které odpovídají rozdílným průmyslovým oblastem.
Profily jsou rozšířením hlavní technologie frameworku a poskytují podrobné API.
Tyto API poskytují přídavnou vrstvu nad specifikací STIP pro programování vzájemně komunikujících logických jader vnitřních aplikací zařízení, a to za účelem snížit na trhu náklady a potřebný čas.

### Specifikace systémů
GlobalPlatform poskytuje více specifikací vztahujících se k vnitřní infrastruktuře systému. Byly vytvořeny pro standardizování back-end systémů, a to od personalizace přes bezpečnost a správu klíčů až po nahrávání aplikací.
"GlobalPlatform Profile Specification" popisuje rozhraní mezi systémem pro přípravu dat a zařízením pro personalizaci. Je použit jednoduchý, nákladově efektivní mechanismus pro komunikaci nezávislou na konkrétním zařízení.
Podobně pak "Systems Scripting Language Specification" popisuje standardizovaný skriptovací jazyk, prostřednictvím něhož mohou zúčastněné strany poskytovat skripty pro personalizaci karet a aplikací.
Celou specifikaci pak doplňuje část "Key Management Systems Functional Requirements Specification".
Ta standardizuje profil klíče a procedury okolo managementu klíčů. Umožňuje tak poskytovat centralizovaný management klíčů pro více různých oddělených systémů.
Komunikace mezi jednotlivými komponenty infrastruktury systému je popsána v "GlobalPlatform Messaging Specification", která definuje jednotlivé role a zodpovědnost zúčastněných stran (případně systémů pro víceprogramové infrastruktury).